# Montigny-en-Ostrevent
Montigny-en-Ostrevent és un municipi francès, situat a la regió dels Alts de França, al departament del Nord. L'any 2006 tenia 4.793 habitants. Limita al nord-est amb Pecquencourt, al sud-est amb Masny, al sud amb Loffre, al sud-oest amb Guesnain, a l'oest amb Sin-le-Noble i al nord-oest amb Lallaing.

## Demografia
| 1962                                       | 1968  | 1975  | 1982  | 1990  | 1999  | 2006  |
| ------------------------------------------ | ----- | ----- | ----- | ----- | ----- | ----- |
| 5.657                                      | 5.756 | 5.660 | 5.489 | 5.452 | 4.850 | 4.793 |
| Des de 1962: població sense dobles comptes |       |       |       |       |       |       |

## Administració
| Període | Identitat           | Partit |
| ------- | ------------------- | ------ |
| 2001-   | Jean-Luc Coquerelle |        |